# Powiat kołomyjski (Galicja)
Powiat kołomyjski – dawny powiat kraju koronnego Królestwo Galicji i Lodomerii, istniejący w latach 1867–1918.
Siedzibą c.k. starostwa była Kołomyja. Powierzchnia powiatu w 1879 roku wynosiła 12,1135 mil kw. (697,01 km²), a ludność 99 359 osób. Powiat liczył 84 osady, zorganizowanych w 75 gmin katastralnych.
Na terenie powiatu działały 3 sądy powiatowe – w Kołomyi, Peczeniżynie i Gwoźdźcu.

## Starostowie powiatu
- Eugeniusz Kuczkowski (1871–1882)
- Józef Mięsowicz (1890)
- Seweryn Bańkowski (III 1891 – IX 1899)[1][2][3][4]
- Ferdynand Pawlikowski (pocz. XX w., kierownik)

## Komisarze rządowi
- Hipolit Sabat (1871)
- Ernest Haczewski (1871–1879)
- Józef Lanikiewicz (1879–1882)
- Julian Szumlański (1882)
- Bronisław Waydowicz (1890)
- Stanisław Agopsowicz (1917)[5]